# Bernard Charles Tolver Paget
Sir Bernard Charles Tolver Paget, britanski general, * 15. september 1887, Oxford, Anglija, † 16. februar 1961, Petersfield, Anglija.